# Ghamsar
Qamsar (persisch قمصر) ist eine Stadt in der Provinz Isfahan im Verwaltungsbezirk (Schahrestan) Kaschan in Iran.
Zu Qamsar gehören mehrere Dörfer wie Javinan, Ghohrood, Kamu und Moslem Abad. Qamsar liegt 25 km südlich der Stadt Kaschan und ist das größte Zentrum für Rosenwasserproduktion im Nahen Osten.
Qamsar ist mit den beiden kleineren Städtchen Niasar und Barzook die Hauptproduzierenden Orte von Rosenwasser Öle und Concrète (Paste). Dieses wird gefiltert und gereinigt, mit Alkohol verdünnt das dann das Absolue ergibt. Concrète und Absolue werden in der Parfümerie verwendet. Ein Großteil davon wird nach Frankreich, Grasse, an die bekannten Parfumhersteller verkauft.
Die Kaaba in Mekka wird jährlich einmal mit Rosenwasser aus Qamsar gewaschen.  Jedes Jahr wird ein anderer Produzent aus dem Dorf berücksichtigt, der das Rosenwasser liefern darf.
Seit dem 13. Jahrhundert, vermutlich schon früher, bis in das 20. Jahrhundert wurde in Qamsar Kobalterz abgebaut. Das blaue Pigment wurde zu Glasur von Tonwaren weiterverarbeitet und weit über Persien hinaus exportiert.

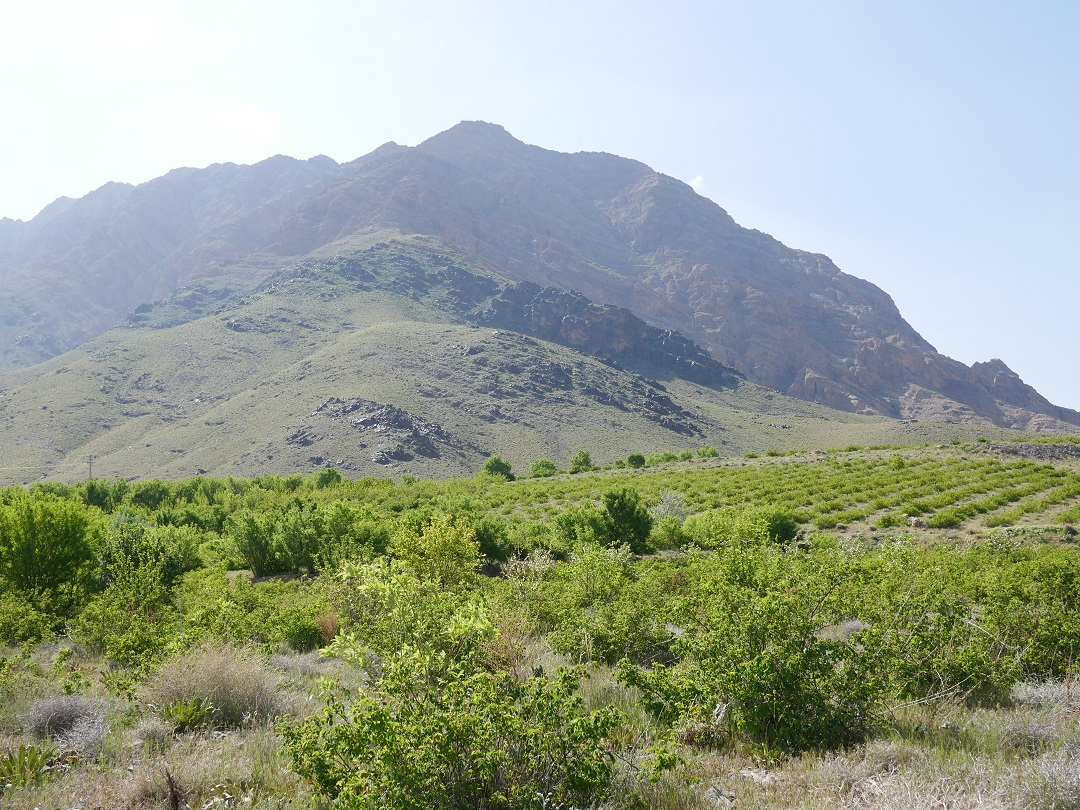
Plantagen westlich von Qamsar auf einem Hochplateau
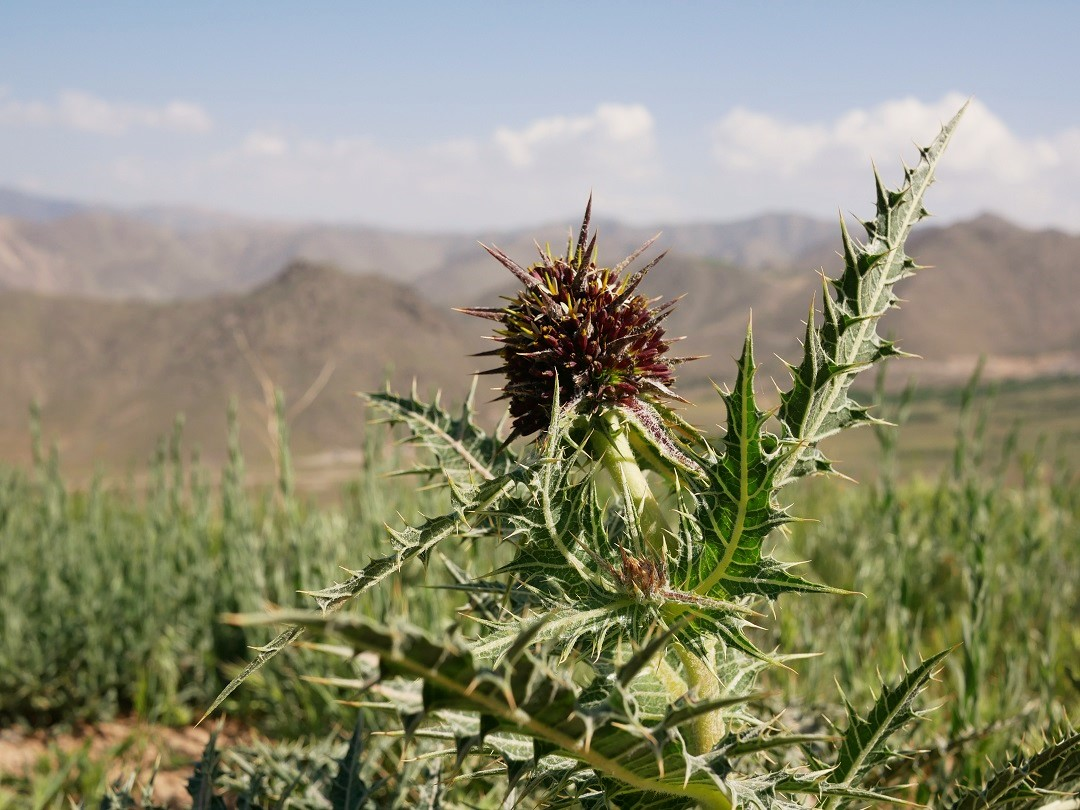
Blick vom Hochplateau nach Südosten
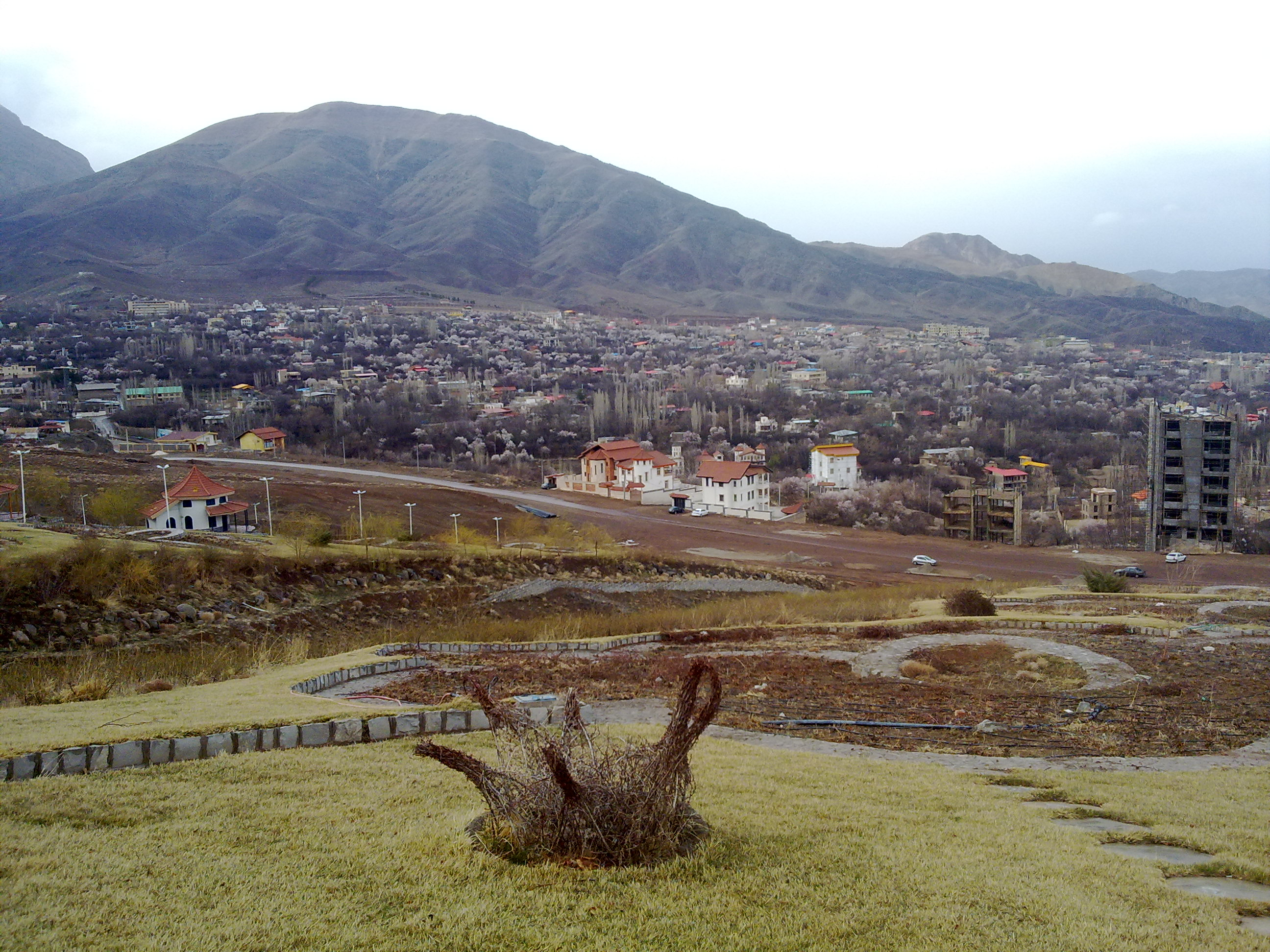
Blick auf Qamsar von Süd nach Nord